# Madschid
Madschid (von arabisch مجد madschada, DMG maǧada ‚ruhmreich, hoch gepriesen sein‘) ist die deutsche Schreibung zweier arabischer Namen beziehungsweise Namensbestandteile. Wie beim ähnlich gelagerten Hakim unterscheiden sie sich dadurch, dass einer mit langem a und kurzem i (ماجد, DMG Māǧid) geschrieben wird, umgekehrt Madschīd (مجيد, DMG Maǧīd). Die Bedeutungsunterschiede sind bei Madschid jedoch feiner.
Wie bei vielen arabischen Namen gibt es auch in diesem Fall unterschiedliche lateinschriftliche Varianten, die der folgenden Liste entnommen werden können:

## Namensträger
- Abdul Majid (* 1914), afghanischer Botschafter und Minister
- Abdul Majid Zabuli (1896–1998), afghanischer Politiker
- Abdülmecid I. (1823–1861), osmanischer Sultan
- Ahmad ibn Majid, arabischer Navigator des 15. Jahrhunderts
- Ali Hasan al-Madschid (1941–2010), irakischer Politiker und General
- Hamad Al-Majed, saudi-arabischer Theologe, Erziehungswissenschaftler und Redakteur
- Imran Majid (* 1972), englischer Poolbillardspieler
- Laura Majid (* 1996), schwedische Schauspielerin
- Nurcholish Madjid (1939–2005), indonesischer muslimischer Denker und Gelehrter
- Waleed Majid, katarischer Poolbillardspieler
- Madjid Albry (* 1990), nigrisch-deutscher Fußballspieler
- Madjid Bougherra (* 1982), algerisch-französischer Fußballspieler
- Madjid Mohit (* 1961), iranisch-deutscher Autor, Übersetzer und Verleger
- Madschid al-Madschid († 2014), saudi-arabischer Terrorist
- Madschid bin Said (1834–1870), erster Sultan von Sansibar
- Majid Hamad Amin Jamil, irakischer Politiker
- Madjid Samii (* 1937), deutsch-iranischer Neurochirurg
- Ossama bin Abdul Majed Shobokshi (1943–2023), saudi-arabischer Arzt, Politiker und Diplomat
- Schasmina Toschkowa Madschid (* 1985), bulgarische Fernsehmoderatorin, Filmschauspieler und Model
- Sufin Abdel-Madschid († 2015), irakischer Brigadegeneral